# ニュウメンラン

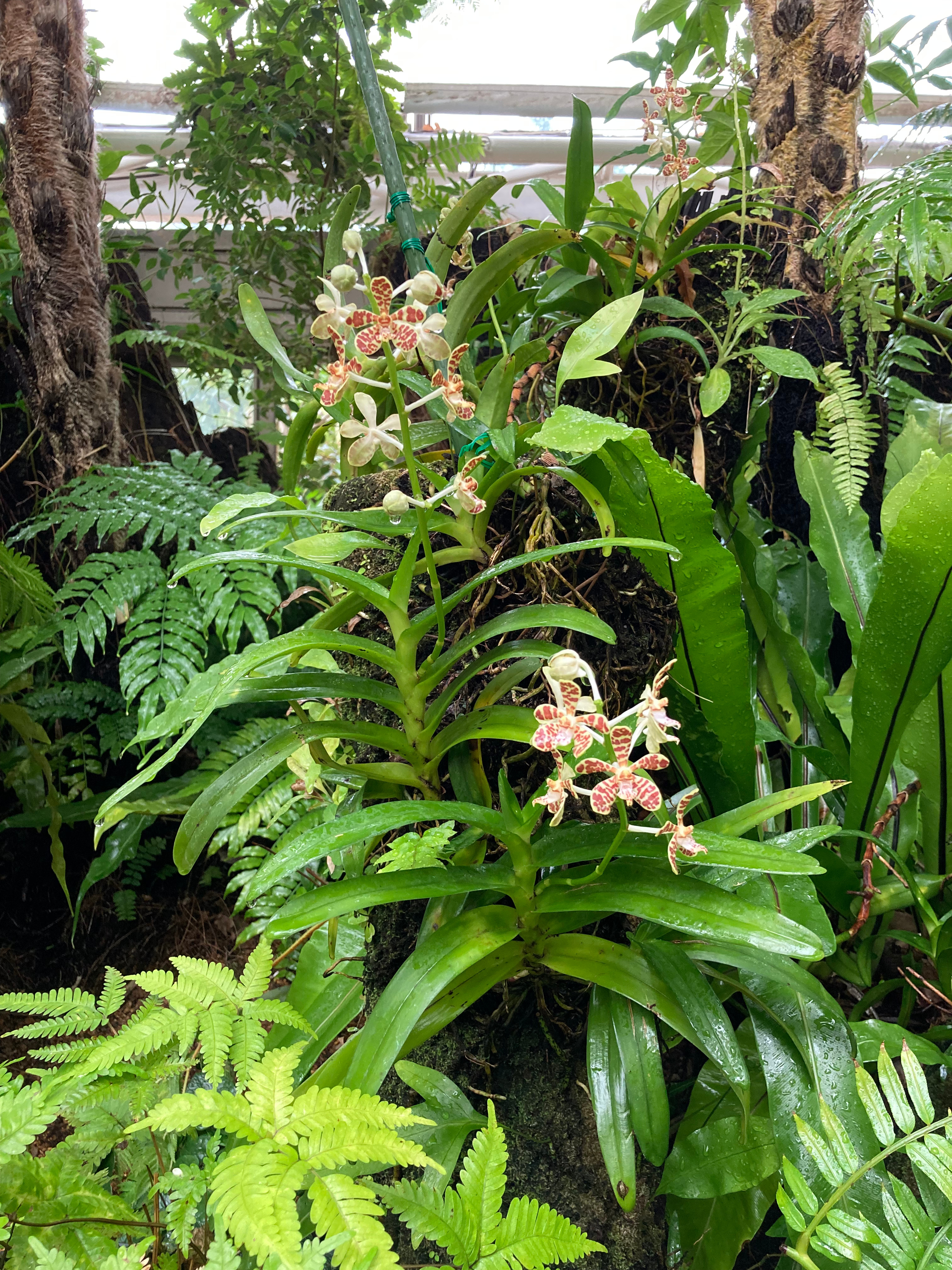
植栽（2024年3月 沖縄県本部町 熱帯ドリームセンター）

ニュウメンラン（学名：Trichoglottis luchuensis）はラン科の常緑多年生草本。環境省絶滅危惧IB類、沖縄県絶滅危惧IA類、石垣市自然環境保全条例保全種、竹富町希少野生動植物種。

文献により別名のイリオモテランで、また学名を旧属名Staurochilusなどで示されることもある。

## 特徴
草丈20–70 cm。葉は長楕円形で厚く革質、長さ10–18 cmで互生する。総状花序は腋生し、長さ20–30 cm、7–20花をつける。花冠は径3 cmほど、淡黄色で褐色の斑点が入る。唇弁は白色で後ろに5 mmほどの短い距がある。開花期は4–6月で、花に強い香りがある。

## 分類
レッドデータおきなわではフィリピン産のT. ionosmaと同種としつつも、フィリピン産は唇弁の形状が異なり、そちらをT. ionosma、台湾と琉球列島のものをT. luchuensisに分ける見解があるとしている。POWOは両種を分けている。本項における学名表記はYList、POWOなどに従いT. luchuensisとした。

## 分布と生育環境
石垣島、西表島が分布域の北限で、国外では台湾、フィリピンに分布する。山地の自然林の樹冠に着生する。自生地では乱獲により減少。